# Crisia vincentensis
Crisia vincentensis är en mossdjursart som beskrevs av Campbell Easter Waters 1918. Crisia vincentensis ingår i släktet Crisia och familjen Crisiidae. Inga underarter finns listade i Catalogue of Life.